# Ayse
Ayse é uma comuna francesa na região administrativa de Auvérnia-Ródano-Alpes, no departamento da Alta Saboia. Estende-se por uma área de 10.48 km². Em 2010 a comuna tinha 2 280 habitantes (densidade: 217,6 hab./km²).